# 張霊甫
張 霊甫（ちょう れいほ、1903年8月20日 - 1947年5月16日）は、中華民国の軍人。階級は国民革命軍中将。 中国国民党五大主力のNo.1と呼ばれる国民革命軍第74師の師長を務めた。名は鐘麟だが、字の霊甫で知られる。

## 生涯
中学時代は書道の天才で、于右任も絶賛したという。1924年（民国13年）、北京大学歴史系に入学し、1925年（民国14年）には黄埔軍官学校に入学した。そこで第4期歩兵科学生となり、1926年（民国15年）には北伐に参加して、国民革命軍の排長、連長、営長、団長を歴任した。しかし1936年（民国25年）、自分の妻を猜疑して銃殺したため、南京模範監獄に投獄される。
1937年（民国26年）に日中戦争が勃発すると、王耀武が張霊甫の才能を見て、「日本軍が目前に迫っている、彼に今一度挽回の機会を与えてはどうか」と蔣介石に進言すると、張はすぐに旧部隊に戻って軍功を挙げ、淞滬戦場（八一三事変、日本でいう第二次上海事変）へと向かった。
1939年（民国28年）、武漢防衛戦中の万家嶺の戦いで第74軍が日本軍に攻撃した際には、張霊甫は自ら突撃隊を組織し張古山を占領、日本軍第106師団に大打撃を与えた。同年3月には、南昌会戦に参戦し、右腿に被弾し重傷を負ってしまう。しかし、そのまま湘贛会戦に参戦し、旅長、副師長、師長、第74軍副軍長を歴任した。
1943年（民国32年）、常徳の戦いでは、張霊甫は自ら突撃隊を率いて常徳に攻め入り日本軍を殲滅した。蔣介石は“模範軍人”として誉め称えた。1945年（民国34年）4月には湖南芷江防衛戦（雪峰山戦役）で大勝し、「常勝将軍」と呼ばれるようになる。同年、軍功により三等宝鼎勲章を授与され、軍縮後に第74師中将師長に任命された。
1947年（民国36年）、張霊甫率いる第74師は、国共内戦中において山東方面の戦線に投入され、5月11日から「孟良崮の戦い」を繰り広げる。中国人民解放軍華東野戦軍と対峙した張霊甫は、自軍を囮として人民解放軍9個縦隊20万人に包囲させ、更にその外側から40万の国民革命軍に人民解放軍を包囲させた。
第74師が人民解放軍の攻撃を受け、戦闘が開始されたが、外部の国民革命軍は人民解放軍の反撃に苦戦する。まず、内部で権力闘争が起きていた李天霞の国民革命軍第83師は支援に消極的で、熊笑三率いる国民革命軍第5軍は宋時輪率いる人民解放軍第10縦隊の抵抗を受けて深く侵攻できず、さらに、黄百韜率いる国民革命軍第25師は王必成率いる人民解放軍第6縦隊の防衛線を突破しようがなかった。張霊甫率いる第74師も、擁していた大型兵器が孟良崮の地形に不適で、戦闘力を十分に発揮できなかった。
4日間の激戦の末、第74師は5月16日に全滅し、張霊甫は自殺した。享年45。:318-319

## 石碑
後に、指揮所であった山東省臨沂市に記念碑が建立された。碑文の揮毫は、台湾の馬英九である。